# Décima cúpula do BRICS
A Décima cúpula do BRICS ou décima cimeira do BRICS foi a reunião de cúpula anual dos países membros do BRICS. Teve como sede a cidade sul-africana de Joanesburgo, Gauteng, é a segunda vez que o país foi a anfitrião do encontro.